# Часовня в Чулове

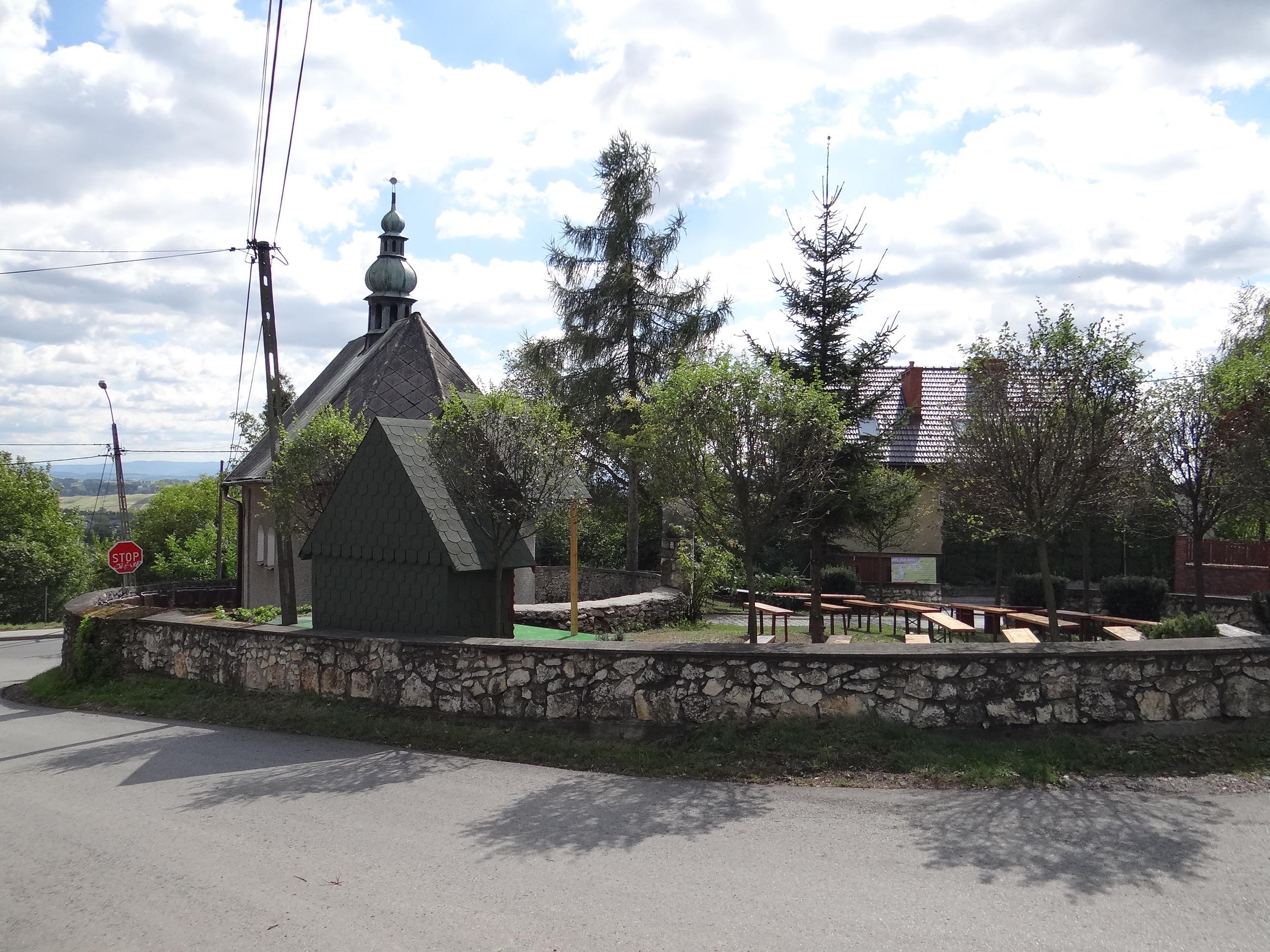
Общий вид

Часовня в Чу́лове (пол. Kaplica w Czułowie) — католическая часовня в Польше, находящаяся в селе Чулув, в гмине Лишки Краковского повята Малопольского воеводства. Часовня внесена в реестр охраняемых памятников Малопольского воеводства.
Каменная часовня с башней в стиле барокко была построена в 1869 году. Часовня была предназначена для проведения в ней мессы. Внутренний интерьер украшен полукруглым сводчатым потолком. Внутри часовни находится икона Успения Пресвятой Девы Марии и алтарь с реликвиями святых, построенный местным скульптором Антонием Галосой. В 1906 году часовня была обнесена невысоким овальным каменным ограждением.
28 февраля 2002 года часовня была внесена был внесён в реестр охраняемых памятников Малопольского воеводства (№ А-4/М).
В настоящее время в часовне проходят регулярные богослужения, информация о которых указана на информационном стенде при входе на территорию часовни.